# Companhia Paranaense de Gás
A Companhia Paranaense de Gás (Compagas) é uma empresa distribuidora de gás natural no Estado do Paraná. 
A companhia é controlada pela Compass Gás & Energia, do grupo Cosan, que possui 51% das ações, e também tem como acionistas a Commit Gás e a Mitsui Gás e Energia do Brasil, ambas com 24,5% do capital. A empresa atende o segmento residencial, comercial, veicular e industrial, incluso neste último as termelétricas. Em junho de 2017, a companhia contabilizou 37.750 clientes atendidos distribuídos em 17 municípios contemplados por sua rede de 806 km, com um volume médio comercializado de 1,3 milhões de m³ com térmica por dia. Naquele ano, a companhia também investiu R$ 25,7 milhões em suas operações.

## História
A Companhia Paranaense de Gás (Compagas) foi criada como uma sociedade de economia mista constituída após a concessão do governo do Paraná cuja outorga ocorreu em 6 de julho de 1994. Porém, iniciou suas atividades operacionais somente em outubro de 1998, com a distribuição do gás de refinaria para indústrias da região metropolitana de Curitiba.
O crescimento da companhia acentuou-se na década de 2000 com conclusão das obras no Estado do Paraná do Gasoduto Bolívia-Brasil e a partir de então a rede de gás da distribuidora paranaense foi expandida para o interior do estado, tendo sido a primeira distribuidora de gás natural do sul do país.
A Compagas é responsável pela distribuição de gás natural em todo o Paraná contemplando o segmento residencial, comercial, veicular e industrial, incluso neste último termelétricas. Até 2024, tinha como acionista majoritária a Companhia Paranaense de Energia (Copel), com 51% das ações, seguida da Gaspetro e da Mitsui Gás e Energia do Brasil, ambas com 24,5% das ações.
Ao longo dos anos, a companhia foi gradativamente ampliando a sua rede de gás natural que em 2017 acumulou 806 km de extensão, visando o atendimento de todo o estado. Para tanto, a empresa realiza continuamente investimentos em obras de expansão da rede e da infra-estrutura subjacente. Atende atualmente 37.750 clientes de 17 municípios entre clientes do segmento residencial, comercial, veicular e industrial. Entre os municípios atendidos estão: Curitiba, Araucária, São José dos Pinhais, Campo Largo, Palmeira, Ponta Grossa, Colombo, São Mateus do Sul, Pinhais, Paranaguá, Londrina, entre outros.
Em suas diretrizes empresariais, a Compagas apresenta como a sua visão a de “consolidar e ampliar a presença nos diferentes segmentos de mercado, e ser reconhecida como a melhor distribuidora de gás canalizado da região sul” e, como a sua missão, “satisfazer as expectativas dos clientes atuando com excelência no serviço de distribuição de gás, garantindo o suprimento, de forma rentável, segura, ambientalmente adequada e com melhoria da qualidade de vida.”
A companhia possui a sua sede administrativa na cidade de Curitiba, no bairro Alto da Glória. Também possui bases operacionais em Ponta Grossa e Londrina.
Atualmente a companhia tem como o seu diretor-presidente Rafael Lamastra Jr. Em 2014, a companhia obteve um faturamento recorde de R$ 2,4 bilhões de reais, incrementado sobretudo pelas receitas vindas do segmento industrial.
Em 2017, por meio da Lei Complementar nº 10.084, foi estabelecido uma licitação para a renovação da concessão de distribuição de gás natural no estado do Paraná. O atual contrato da Compagas, baseado no Decreto nº 4.695 de 1989, vencerá em 20 de janeiro de 2019, quando finará o prazo de 30 anos firmado para a sua concessão onerosa. Contudo, a companhia, contrariamente ao entendimento do governo, considera que a concessão só acabará em 2024, pois esta estaria baseada no próprio decreto de criação da companhia, datado de julho de 2014, que também tratou sobre os seus direitos de concessão.

## Privatização
Em 21 de novembro de 2022, a Copel informou a intenção do governo do Paraná em transformar da Copel em corporação, mudando o capital da empresa de aberto para disperso e tirando o Paraná da posição de acionista controlador, alegando que a privatização possibilitaria que empresa pudesse manter e prorrogar os contratos de concessão de ativos de geração de energia. No mesmo dia, foi enviado em regime de urgência para a Assembleia Legislativa do Paraná o projeto de lei solicitando a privatização da companhia.
No dia 24 de novembro de 2022, foram realizadas as votações finais nas sessões extraordinárias. Em segunda votação, o projeto de lei foi aprovado por 35 votos favoráveis, contra 13 contrários. A terceira votação, sobre a redação final do texto, foi aprovada com 38 votos favoráveis e 13 contrários.
A oferta pública foi encerrada no dia 14 de agosto de 2023, com a venda de 549 milhões de ações ordinárias, sendo 319.285.000 do Paraná e 229.886.000 ações emitidas pela própria empresa, com a abertura de um lote suplementar. A negociação atingiu o montante de R$ 5,1 bilhões, dos quais R$ 3,1 bilhões ficaram com o governo do Paraná.
Com isso, o governo do Paraná teve sua participação nas ações com direito de voto reduzida de 69,66% para cerca de 32,32%, de modo que a Copel deixou de ser sociedade de economia mista e se tornou uma corporação privada. O governo estadual disse que utilizaria o dinheiro arrecadado em obras de habitação, educação, infraestrutura urbana e rodoviária e sustentabilidade.

Em julho de 2024, a Compagas foi vendida pela Copel por R$ 906 mi para a Compass Gás e Energia, do grupo Cosan.